# كأس تونس لكرة اليد للسيدات
كأس تونس لكرة اليد للسيدات (بالفرنسية: Coupe de Tunisie féminine de handball)‏ هي المسابقة الرسمية للكأس في رياضة كرة اليد في تونس منذ 1964.

## الفائزين
- 1964-1965: نادي الغاز الرياضي
- 1965-1966: نادي الغاز الرياضي
- 1966-1967: الملعب السوسي
- 1967-1968: النادي الإفريقي
- 1968-1969: النادي الإفريقي
- 1969-1970: الزيتونة الرياضية
- 1970-1971: النادي الإفريقي
- 1971-1972: الزيتونة الرياضية
- 1972-1973: النادي الإفريقي
- 1973-1974: النادي الإفريقي
- 1974-1975: النادي الإفريقي
- 1975-1976: النادي الإفريقي
- 1976-1977: الجمعية الرياضية النسائية بتونس
- 1977-1978: النادي الإفريقي
- 1978-1979: النادي الإفريقي
- 1979-1980: النادي الإفريقي
- 1980-1981: النادي الإفريقي
- 1981-1982: النادي الإفريقي
- 1982-1983: النادي الإفريقي
- 1983-1984: النادي الإفريقي
- 1984-1985: النادي الإفريقي
- 1985-1986: النادي الإفريقي
- 1986-1987: النادي الإفريقي
- 1987-1988: النادي الإفريقي
- 1988-1989: النادي الإفريقي
- 1989-1990: الجمعية الرياضية النسائية بالساحل
- 1990-1991: النادي الإفريقي
- 1991-1992: النادي الإفريقي
- 1992-1993: النادي الإفريقي
- 1993-1994: النادي الإفريقي
- 1994-1995: جمعية مقرين الرياضية
- 1995-1996: الجمعية الرياضية النسائية بالساحل
- 1996-1997: الجمعية الرياضية النسائية بالساحل
- 1997-1998: الجمعية الرياضية النسائية بالساحل
- 1998-1999: الجمعية الرياضية النسائية بالساحل
- 1999-2000: الجمعية الرياضية النسائية بالساحل
- 2000-2001: الجمعية الرياضية النسائية بالساحل
- 2001-2002: الجمعية الرياضية النسائية بالساحل
- 2002-2003: الجمعية الرياضية النسائية بأريانة
- 2003-2004: الجمعية الرياضية النسائية بالساحل
- 2004-2005: الجمعية الرياضية النسائية بالمهدية
- 2005-2006: الجمعية الرياضية النسائية بأريانة
- 2006-2007: الجمعية الرياضية النسائية بصفاقس
- 2007-2008: الجمعية الرياضية النسائية بأريانة
- 2008-2009: الجمعية الرياضية النسائية بصفاقس
- 2009-2010: الجمعية الرياضية النسائية بالساحل
- 2010-2011: الأمل الرياضي برجيش
- 2011-2012: الأمل الرياضي برجيش
- 2012-2013: الجمعية الرياضية النسائية بأريانة
- 2013-2014: الجمعية الرياضية النسائية بالمهدية
- 2014-2015: الجمعية الرياضية النسائية بطبلبة
- 2015-2016: النادي الإفريقي
- 2016-2017: النادي الإفريقي
- 2017–2018: الجمعية الرياضية النسائية بطبلبة
- 2018–2019: الجمعية الرياضية النسائية بصفاقس
- 2019–2020: الأمل الرياضي برجيش
- 2020–2021: النادي الإفريقي
- 2021–2022: النادي الإفريقي
- 2022–2023: النادي الإفريقي
- 2023–2024: النادي الإفريقي

## عدد التتويجات لكل فريق
| الألقاب                            | الفريق |
| ---------------------------------- | ------ |
| النادي الإفريقي                    | 29     |
| الجمعية الرياضية النسائية بالساحل  | 10     |
| الجمعية الرياضية النسائية بأريانة  | 4      |
| الجمعية الرياضية النسائية بصفاقس   | 3      |
| الأمل الرياضي برجيش                | 3      |
| الجمعية الرياضية النسائية بطبلبة   | 2      |
| الزيتونة الرياضية                  | 2      |
| الجمعية الرياضية النسائية بالمهدية | 2      |
| نادي الغاز الرياضي                 | 2      |
| جمعية مقرين الرياضية               | 1      |
| الجمعية الرياضية النسائية بتونس    | 1      |
| الملعب السوسي                      | 1      |

## مقالات ذات صلة
- الدوري التونسي لكرة اليد للسيدات
- كأس تونس لكرة اليد للرجال
- الجامعة التونسية لكرة اليد

## روابط خارجية
- الموقع الرسمي.